# Trust Nobody (Cashmere Cat)
Trust Nobody è un singolo del dj norvegese Cashmere Cat, il secondo estratto dal secondo album in studio 9 e pubblicato il 29 settembre 2016.
Il brano vede la partecipazione vocale della cantante statunitense Selena Gomez e il rapper canadese Tory Lanez.

## Video musicale
Il video musicale è stato reso disponibile il 16 novembre 2016. La stessa Gomez ha pubblicato il teaser del video sul suo canale Youtube e qualche minuto dopo il Dj Cashmere Cat ha pubblicato il video della canzone.
Il video è composto da una serie di ballerini e una ballerina principale che si trova in cima a una struttura e attraverso varie mosse e passi arriva fino a terra.
Nessuno dei due cantanti è presente nel video.

## Tracce
1. Trust Nobody (feat. Selena Gomez & Tory Lanez) – 3:38

## Classifiche
| Paesi            | Posizioni raggiunte |
| ---------------- | ------------------- |
| Australia        | 46                  |
| Belgio (Fiandre) | 30                  |
| Canada           | 61                  |
| Repubblica Ceca  | 52                  |
| Francia          | 104                 |
| Irlanda          | 69                  |
| Italia           | 92                  |
| Paesi Bassi      | 86                  |
| Slovacchia       | 53                  |
| Regno Unito      | 92                  |
| Stati Uniti      | 103                 |